# Anse-Bertrand
Anse-Bertrand é uma comuna francesa na região administrativa de Guadeloupe, no departamento de Guadeloupe. Estende-se por uma área de 53,8 km², com 5 028 habitantes, segundo os censos de 1999, com uma densidade de 93 hab/km².